# Песня первоклассника (миньон)
«„Песня первоклассника“ и другие песни Эдуарда Ханка» — сингл, выпущенный фирмой «Мелодия» в 1979 году с песнями композитора Эдуарда Ханка. Представляет собой сплит-миньон, на первой стороне которого представлены две песни, записанные Аллой Пугачёвой, а на второй — по одной в исполнении Льва Лещенко и Марии Пахоменко.
Обе песни из репертуара Пугачёвой, представленные на миньоне, — заглавная композиция и «Ты возьми меня с собой» — были хитами конца 1970-х, что и обусловило их выпуск на отдельной пластинке; «Песня первоклассника» была в числе победителей главного эстрадного фестиваля СССР «Песня года» в 1978 году. Обе песни позднее вошли в состав четвёртого студийного альбома певицы «То ли ещё будет» (1980).
В 1997 году на трибьюте «Сюрприз от Аллы Пугачёвой» появились кавер-версии обеих песен: «Песню первоклассника» исполнила группа «Дюна», а «Ты возьми меня с собой» — группа «Восток».

## Список композиций
Сторона 1:
1. Песня первоклассника (Э. Ханок — И. Шаферан)
2. Ты возьми меня с собой (Э. Ханок — И. Резник)

Сторона 2:
1. Качели (Э. Ханок — В. Харитонов), исполняет Лев Лещенко
2. Частушки (Э. Ханок — И. Измайловский), исполняет Мария Пахоменко